# Бемис, Сэмюэл Флэгг
Сэмюэл Флэгг Бе́мис (20 октября 1891 — 26 сентября 1973) — американский историк и биограф. На протяжении многих лет преподавал в Йельском университете, также был президентом Американской исторической ассоциации и специалистом в американской дипломатической истории. Был дважды награждён Пулицеровской премией.

## Биография
Родился в Вустере, штат Массачусетс. Получил степень бакалавра искусств в 1912 году в Университете Кларка и магистра в следующем году там же. В 1916 году он получил степень доктора философии от Гарвардского университета.
Бемис преподавал в Колледже Колорадо с 1917 по 1921 год. В 1921—1923 годах преподавал в Колледже Уитмана в Уалла-Уалаа, Вашингтон. В 1923—1924 годах он был научным сотрудником Института Карнеги в Вашингтоне в отделе исторических исследований. Бемис поступил на работу на факультет Университета Джорджа Вашингтона в 1924 году, оставшись там на десять лет, и возглавил исторический факультет в 1925 году. С 1927 по 1929 год он возглавлял библиотеку Европейской миссии Конгресса. Он оставил Университета Джорджа Вашингтона в 1934 году, сначала поступив на работу в качестве преподавателя в Гарвардский университет на 1934—1935 учебный год. В 1935 году он занял место в Йельском университете, где оставался до конца своей карьеры. Он был первым фэрнхэмским профессором дипломатической истории, а в 1945 году стал стерлинговским профессор дипломатической истории и внутриамериканских отношений. В 1958 году он был избран членом Американской академии искусств и наук. Бемис вышел в отставку в 1960 году и занимал пост президента Американской исторической ассоциации в 1961 году.
Умер в Бриджпорте, штат Коннектикут, в возрасте 81 года.